# (1465) Autonoma
(1465) Autonoma est un astéroïde de la ceinture principale.

## Description
(1465) Autonoma est un astéroïde de la ceinture principale. Il fut découvert le 20 mars 1938 à Bergedorf par Arno Arthur Wachmann. Il présente une orbite caractérisée par un demi-grand axe de 3,03 UA, une excentricité de 0,18 et une inclinaison de 9,9° par rapport à l'écliptique.

## Compléments